# Programa Específico Marcos de Paz

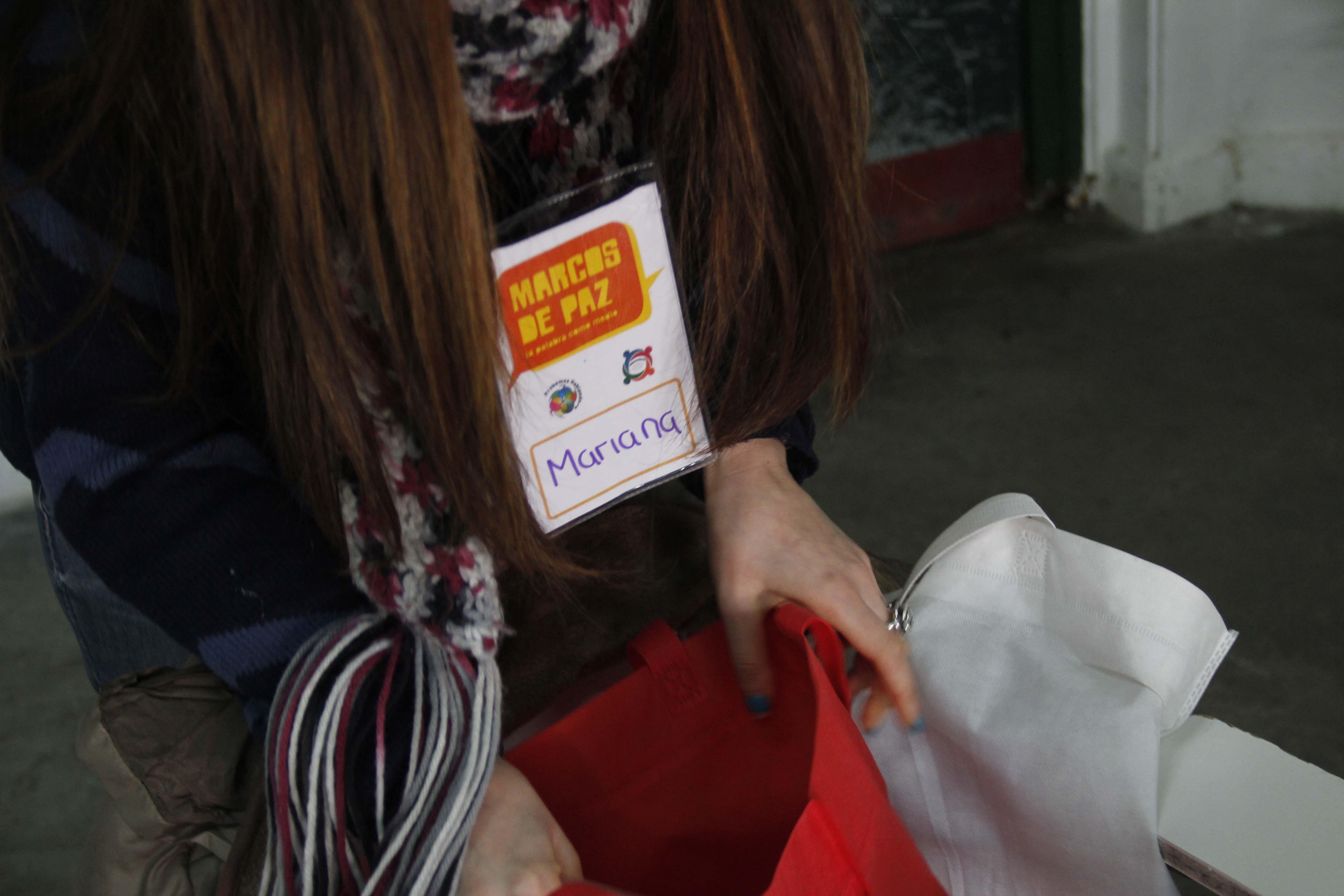
Facilitadora del Programa Marcos de Paz prepara el espacio de trabajo dentro de uno de los penales donde se lleva adelante el proyecto.

El Programa Específico Marcos de Paz es una iniciativa de carácter interinstitucional, coordinada por la Procuración Penitenciaria de la Nación Argentina (PPN) como organismo que controla la actividad de la administración penitenciaria en dicho país. Entre las bases de este programa se encuentra el objetivo primordial el hacer uso de la palabra y el encuentro, considerando a estas como herramientas de ejercicio de derechos, gestión de conflictos y protección de los derechos humanos. La misión del programa busca promover la paz y prevenir la violencia y los malos tratos en contextos de encierro.
El Programa comenzó formalmente el 1.º de julio de 2017 (Resolución PP-40/2017), el mismo se conformó como resultado de distintas experiencias desarrolladas en contextos de encierro durante los años 2015 y 2016: “Probemos hablando, una experiencia de diálogo con jóvenes detenidos” y “Concordia, una experiencia de diálogo con agentes penitenciarios".
Los círculos de diálogos entre pares, enmarcados dentro de los métodos participativos y colaborativos de resolución de conflictos, son el canal que el Programa Marcos de Paz generó para promover reformas favorables en derechos humanos y en la calidad de vida de las personas que viven y trabajan en la cárcel.

## Antecedentes
A  mediados de 2014, una funcionaria de la PPN, Mariana Volpi, abogada especialista en mediación, propuso un proyecto para reducir la violencia entre los presos a través de la mediación.  El abogado Alberto Volpi (jefe de la Oficina de Prevención de la Tortura) y la psicóloga Mariana Maccarrone (integrante del equipo de Niños, Niñas y Adolescentes de la PPN) acogieron la propuesta y luego de dos meses de trabajo cooperativo y voluntario fue presentado un proyecto al titular del organismo, el Dr. Francisco Mugnolo, en marzo de 2015.
Entre los objetivos de la iniciativa se postulaban los siguientes lineamientos: mejorar el conocimiento acerca de los conflictos de convivencia entre las personas privadas de su libertad, promover la palabra como herramienta para la resolución pacífica de los conflictos, encontrar formas no violentas de gestión y resolución de los conflictos de convivencia, lograr una reducción de los índices de violencia entre los jóvenes y promover la cultura de la paz; y colaborar en que los jóvenes se vean empoderados a través de la adquisición de herramientas pacíficas para la defensa de sus derechos e intereses. Entre los principios fijados para el desarrollo de la experiencia, se destacan los de “Humanidad”, “Inclusividad”, “Apropiación compartida de los avances”, “Aprendizaje” y “Perspectiva de largo plazo”. Asimismo las y los facilitadores de la PPN, a cargo de organizar y coordinar el diálogo, debían cumplir una serie de pautas éticas entre las cuales se destacan los compromisos de imparcialidad y confidencialidad.
La iniciativa contó con el apoyo de la máxima autoridad del Servicio Penitenciario Federal (SPF) y de la Dirección Nacional de Métodos Participativos de Resolución de Conflictos del Ministerio de Justicia y Derechos Humanos de la Nación.

## Probemos Hablando
Es un dispositivo que se propone como una intervención para desarticular los círculos de violencia que se reproducen a diario entre los detenidos en los diferentes complejos penitenciarios federales. El programa proporciona herramientas vinculadas a la gestión pacífica de conflictos.

#### Círculo de diálogo
Los círculos de diálogo son encuentros confidenciales, basados en la igualdad y el respeto mutuo, en los que se invita a las personas a hablar y participar con la finalidad de promover la palabra, la escucha y el encuentro.
Se consideran procesos flexibles, necesarios de ser adaptados a las circunstancias y a los participantes. Estos encuentros, llevados adelante generalmente por un equipo de dos o más facilitadores del diálogo, utilizan marcos para generar espacios de confianza y seguridad  para los participantes. A partir del abordaje de diversos temas estos círculos buscan crear  posibilidades de libertad a través del ejercicio de la palabra, para trabajar conflictos, expresar emociones y necesidades.

#### Talleres
Teniendo en cuenta la finalidad del Programa los talleres intentan brindar a las personas privadas de libertad herramientas útiles para valorizar y favorecer el proceso de pacificación y humanización de la vida carcelaria. Algunos de los talleres que se llevaron a cabo fueron: Dar de Vuelta, radio,  prevención de consumos problemáticos y promoción de cuidados de la salud, teatro, paternidad y Juegos.

#### Círculo dinámico
A los círculos de diálogo y a los talleres brindados por el equipo de Marcos de Paz, se sumaron los círculos de diálogo dinámico. Una herramienta que se gestó como una alternativa disruptiva a los procesos usualmente utilizados para resolver conflictos.
Su uso promueve el  diálogo, la participación y el uso de la palabra. La característica principal de estos círculos es su cualidad “dinámica” la cual permite profundizar sobre las temáticas a partir de hacer uso del diversas propuestas lúdicas y/o recreativas. Los círculos de diálogo dinámicos mantienen las características habituales de: confidencialidad, igualdad y respeto mutuo.
La puesta en marcha de esta modalidad permitió identificar en los diferentes espacios de intervención un anclado interés en temas tales como: la familia, el encierro y la convivencia, el “afuera”, así como cuestiones relativas a la educación sexual integral.

## Espacios donde se desarrolla el Programa
El trabajo realizado por el Programa Marcos de Paz en el marco de Probemos Hablando se lleva adelante adelante, hasta el momento, en los siguientes complejos penitenciarios:

### Complejo Federal para Jóvenes Adultos
Probemos Hablando comenzó a desarrollarse hacia finales de 2017 en la Unidad 24 del Complejo Federal para Jóvenes Adultos (CFJA) de Marcos Paz.
En 2018 el proyecto PH-Marcos Paz llevó adelante 119 círculos de diálogo entre pares conformados por grupos de jóvenes varones de entre 18 y 20 años detenidos en diferentes pabellones dentro de ese complejo.
Como parte del cierre de las actividades anuales se llevaron a cabo diversas entrevistas tanto con participantes de los encuentros brindados por el programa como con los agentes penitenciarios que forman parte del contexto de trabajo. En estas entrevistas las y los facilitadores realizaron entrevistas individuales y reuniones grupales para profundizar sobre el alcance de lo trabajado en los encuentros considerando sus efectos y resultados.
A partir de los resultados de las entrevistas el procurador penitenciario tomó la decisión de dar continuidad a las actividades del programa durante 2019. Durante ese año, el equipo de facilitadores del diálogo realizó un total de 85 visitas al CFJA en donde se concretaron 203 encuentros de diálogo.

### CPFI
A comienzos de año 2018, funcionarios de diversas áreas del Ministerio de Justicia y Derechos Humanos de la Nación, la Procuración Penitenciaria de la Nación y el Servicio Penitenciario, a través de las autoridades del Complejo Penitenciario Federal I de Ezeiza Archivado el 30 de mayo de 2020 en Wayback Machine. (CPFI), se reunieron para definir el grupo de detenidos con el que se iniciarían círculos de diálogo (Probemos Hablando), actividad que hasta ese  momento solo se había realizado en el CFJA.
Debido a que la Unidad Residencial III del CPFI era una de las que presentaba mayor conflictividad entre detenidos, se decidió iniciar allí con la actividad que desarrollaba Probemos Hablando.
Durante cuatro meses, aproximadamente, facilitadores del diálogo del programa junto a una comisionada del Comité Nacional para la Prevención de la Tortura y dos funcionarios de la Dirección Nacional de Readaptación Social (enlace roto disponible en Internet Archive; véase el historial, la primera versión y la última)., se reunieron, semanalmente, con detenidos de los pabellones más conflictivos de la Unidad.
Aquella intervención de Probemos Hablando fue la primera de una serie de actividades ininterrumpidas que la sucedieron.  

#### Unidad Residencial II (URII)
A fines de 2018, facilitadores del diálogo comenzaron a trabajar con detenidos en el marco de Probemos Hablando Formación para la Convivencia Colaborativa (desarrollado en el apartado "Formación"). En 2019 se continuó trabajando bajo el encuadre de Probemos Hablando. La actividad desarrolló y consolidó conceptos y ejercicios vinculados a la gestión de conflictos. La dinámica de clase/taller se caracteriza no solo por intercalar el trabajo de conceptos teóricos con ejercicios que posibilitan la práctica esos conceptos sino que además es frecuente que el formato de aula tradicional se convierta en un círculo de diálogo. Eso, permite a los participantes reflexionar los contenidos del taller sobre la base de emergentes de la vida cotidiana.
En el marco de una práctica de Laboratorio OcygaLab los detenidos participantes pudieron hacer una puesta en común de los proyectos trabajados frente a autoridades de diversas instituciones, incluyendo a directivos del SPF, generándose así un espacio de encuentro y reflexión.
En 2019 se llevaron a cabo 38 jornadas en las que se trabajaron temas tales como: escucha activa, preguntas, parafraseo, prejuicios, percepciones, negociación colaborativa, entre otros.

#### Unidad Residencial III (URIII)
Del mismo modo que en la URII, en 2018 se desarrolló la capacitación "Probemos Hablando: Formación para la Convivencia Colaborativa" (PH+FCC). Con base en la capacitación recibida y sus intereses y preocupaciones estas personas propusieron distintos espacios de diálogo. Uno de ellos tenía el objetivo de llevar "Probemos Hablando" a los pabellones más conflictivos de la unidad. Otro proyecto proponía conformar un grupo en que se pudiesen compartir experiencias y sentimientos en torno a la paternidad en contexto de encierro. Y una tercera que proponía ofrecer a los jóvenes recién llegados a esta unidad un espacio para compartir vivencias, temores, dudas, compartir información, etc.
Las dos primeras propuestas, al cabo de algunos meses, tendieron a converger en un círculo de diálogo que comenzó a funcionar semanalmente en la capilla de la Unidad. Allí, comenzaron participando integrantes de dos pabellones, hecho que no tenía precedentes según las autoridades. Al cabo de varias semanas, se fueron sumando presos de otros pabellones, hasta alcanzar un total de 7 de los 10 pabellones que componen la Unidad.
En 2019 se llevó a cabo un total de 57 círculos de diálogo entre pares. A ello, se sumaron charlas con personal del Servicio Penitenciario de distintas áreas y niveles, funcionarios judiciales, ente otros.

## Concordia
En la experiencia piloto surgió la necesidad de llevar adelante también los círculos de diálogo con los agentes penitenciarios con la idea de desarrollar un trabajo complementario al realizado con los detenidos para fortalecer y desarrollar la práctica y el diálogo en la totalidad del ámbito carcelario. En 2017 comenzaron a desarrollarse círculos de diálogo con los agentes penitenciarios para sumar herramientas de diálogo y escucha trabajadas desde una visión colaborativa de la gestión de los conflictos.

## Formación
Desde el Equipo de Marcos de Paz se coordinaron y llevaron adelante distintas capacitaciones o espacios de formación.
Por un lado, en 2018 "Probemos Hablando: Formación para la Convivencia Colaborativa", una propuesta piloto apoyada por el PNUD y la Cancillería Argentina orientada a promover un enfoque colaborativo para el abordaje, transformación y resolución de conflictos entre personas privadas de la libertad.
En 2019, en la sede de la Procuración Penitenciaria de la Nación (PPN) se llevó adelante el "Programa de Formación de Facilitadores del Diálogo en Contexto de Encierro", en el cual se propuso fortalecer las capacidades de funcionarios provenientes de la PPN y de otras instituciones públicas, como así también de profesionales autónomos interesados en el enfoque y abordaje dialógico en contexto de encierro. 

### Probemos Hablando Formación para la Convivencia Colaborativa
La PPN presentó al Programa de las Naciones Unidas para el Desarrollo (PNUD) y al Ministerio de Relaciones Exteriores y Culto de la Nación, un proyecto piloto "Probemos Hablando: Formación para la Convivencia Colaborativa" (PH+FCC), el cual fue aprobado y cofinanciado con recursos regulares del PNUD (Fondos TRAC), para ser ejecutado entre los meses de septiembre y diciembre de 2018.
Se trató de un programa de capacitación en métodos participativos y colaborativos para el abordaje, transformación y resolución de conflictos destinado personas detenidas en el Complejo Penitenciario Federal IV (CPF IV) de Mujeres y las Unidades Residenciales II y III del Complejo Penitenciario Federal I (CPFI) de Ezeiza.
Su objetivo fue generar, promover y organizar "capacidades” en los participantes del programa pero también en las instituciones que acompañaban y participaban del proyecto, como base para futuras iniciativas de diálogo.
Este proyecto, a su vez, contó con el apoyo de Juan José Campanella quien se ofreció a colaborar junto a su productora 100 bares con la realización de un corto en el que se reproduce parte de la experiencia llevada a cabo en el Complejo Penitenciario Federal I de Ezeiza.

### Programa de Formación de Facilitadores del Diálogo en Contexto de Encierro
Se desarrolló en la Procuración Penitenciaria de la Nación a lo largo del año 2019. Los encuentros formativos fueron guiados por docentes-especialistas cuyas exposiciones giraron en torno a la problemática de la gestión de conflictos. Participaron del mismo un total, aproximado, de 45 personas, provenientes de diversos ámbitos y organizaciones.
La formación fue estructurada en dos momentos: el primero se extendió a lo largo de once encuentros, durante los cuales se profundizó en aspectos teóricos de particular importancia para el desempeño del rol de facilitador del diálogo. El segundo, en cambio, propuso la realización de una serie de prácticas, llevadas a cabo en el ámbito carcelario -tanto en el Complejo Penitenciario Federal de Jóvenes Adultos, como en el Complejo Penitenciario Federal I y IV de Ezeiza-. Durante las mismas, quienes participaron pudieron hacer una experiencia real en el campo de trabajo, contando con la guía, el acompañamiento y el asesoramiento de los Facilitadores del Diálogo del Equipo Marcos de Paz.
A lo largo de los primeros meses del 2020, muchos de quienes participaron en el Curso de Formación pudieron brindar sus servicios como Voluntarios en el desarrollo del Programa ‘Probemos Hablando’.

### Cine en cárceles
La iniciativa es organizada de forma conjunta por la Procuración Penitenciaria de la Nación, la Academia de Artes y Ciencias Cinematográficas de la Argentina y el Instituto Nacional de Cine y Artes Audiovisuales (INCAA). Se lleva adelante desde 2014 en distintos penales del país y tiene como característica distintiva traspasar los muros con las producciones audiovisuales nacionales, haciendo del cine una herramienta de inclusión y ampliación de derechos a partir del acceso a la cultura audiovisual. Se han proyectado películas tales como Gilda, 4x4, "El Rengo", El Patrón, Teatro de Guerra, El motoarrebatador, entre otras.

## Probemos Hablando en la ONU
El día 17 de octubre de 2019, “Probemos Hablando” fue presentado en la sede de la Organización de las Naciones Unidas (ONU) en la ciudad de Nueva York por la Dra. Mariana Volpi, abogada y coordinadora del programa, quien enfatizó la importancia de la palabra como herramienta de empoderamiento para poder ejercer los derechos humanos de las personas detenidas.
La Dra. Rocío Alconada Alfonsín, miembro del Comité Nacional para la Prevención de la Tortura, acompañó la presentación, destacando la búsqueda de la reducción de la violencia por medio de la palabra y la necesidad de encontrar en profundidad los defectos del sistema carcelario.
El Representante Residente del PNUD en Argentina, René Maurico Valdés, destacó la importancia del proyecto, como herramienta para el acceso y ejercicio de Derechos para las personas privadas de libertad, considerando además que la experiencia merece ser replicada a nivel nacional, por contribuir a una cultura de prevención y resolución colaborativa de conflictos.